# コシノヒガン
コシノヒガン（越の彼岸）はバラ科サクラ属のサクラで、マメザクラとエドヒガンが交雑して生まれたコヒガン系の種間雑種の栽培品種（Cerasus x subhirtella 'Koshiensis' Koidz.）、またはコヒガンをマメザクラとエドヒガンの野生の種間雑種としてみなした場合は、そのコヒガン系に属する下位分類の品種 (form)（Cerasus × subhirtella (Miq.) Masam. et Suzuki f. koshiensis、またはエドヒガンの下位分類の変種 (variety)（Cerasus itosakura var. koshiensis、Cerasus spachiana var. koshinensis）。
コシノヒガンはもともと富山県南砺市箕谷に自生しており、それが江戸時代に栽培化されて高岡古城公園に伝わっている。現在この100本ほどある自生木は富山県の天然記念物に指定されている。
樹形は傘状で、樹高は高木、花弁は一重咲きで淡紅色の中輪の花をつける。東京での花期は3月中旬。マメザクラとエドヒガンの種間雑種であるコヒガン系に共通するところもあるが、コシノヒガンはコヒガンと比べて花が大きく樹高も高くなる。
なおコシノヒガン（タカトオコヒガン）の栽培品種には、それぞれに遺伝情報が違う複数のクローンがあり、同じ栽培品種であってもクローンごとに特徴に相違がある。これは接ぎ木や挿し木のほかにも他の個体と交雑した種子でも増殖され、その後に各個体の形態が似ていたことから別々の栽培品種として区別されず一つの栽培品種として認識されたことによるものと考えられている。
富山県南砺市城端の越村家に植栽されている個体がコシノヒガンの中でも特に観賞性が高いことから、日本花の会がそれを選抜個体として苗木を増殖して「越村型」として配布している。
- コシノヒガン（越村型）の若木、日本花の会 結城農場
- コシノヒガン 同左

## タカトオコヒガン（高遠小彼岸）との関係
森林総合研究所では、長野県伊那市高遠の高遠城址公園から同所の多摩森林科学園に導入したタカトオコヒガン（高遠小彼岸）は富山のコシノヒガンと同じ特徴を持っているため、高遠のタカトオコヒガンは富山から高遠に運ばれたものと推定しており、両者は別個の栽培品種ではなく同一の栽培品種のコシノヒガンであるとしている。ただ前述の通りコシノヒガン（タカトオコヒガン）には遺伝情報の違う複数のクローンがあるため、全てのコシノヒガンとタカトオコヒガンが遺伝的に同一であるというわけではない。
なお、1960年（昭和35年）に長野県はタカトオコヒガンが県の固有のものであるとして長野県の天然記念物に指定している。
- タカトオコヒガン 日本花の会 結城農場
- タカトオコヒガン 同左